# الانتخابات الرئاسية في ألمانيا الغربية 1964
الانتخابات الرئاسية في ألمانيا الغربية 1964 هي الانتخابات الرئاسية الألمانية ‏ التي جرت في 1964، في ألمانيا، فاز بالانتخابات هاينريش لوبكه.